# Windujaya (Kedung Banteng)
Windujaya is een bestuurslaag (kelurahan) in het onderdistrict (kecamatan) Kedung Banteng in het regentschap Banyumas van de provincie Midden-Java, Indonesië. Windujaya telt 2105 inwoners (volkstelling 2010).